# Alavus
Alavus (Alavo en sueco) es un municipio de Finlandia.
Se localiza en la provincia de Finlandia Occidental y es parte de la región de Ostrobotnia del Sur. La ciudad posee una población de 12.113 (junio de 2015) y cubre un área de 842.73 km² de los cuales 52.31 km² son agua. La densidad de población es de 15.32 habitantes por cada km².
La agricultura y las forestales emplean una participación significativa de la población. La mayoría de la industria en Alavus está relacionado con la construcción: materiales, diseño y contratistas. Alavus tiene 60 lagos con 324 kilómetros de costa. El municipio es monolingüe y su idioma oficial es el finés.

## Historia
La región está habitada desde hace unos 7.000 años justo después de la última glaciación. Las osamentas humanas más antiguas datan de la Edad de Piedra, entre 8.000 y 5.000 años atrás. Armas de piedra, restos de cabañas y huesos quemados permiten conocer el tiempo en dónde ocurrió. El desplazamiento de la costa oeste causó una disminución significativa de la población de Alavus. Los objetos que datan de la Edad de Hierro sugieren que la posibilidad de tiendas de pesca atrajeron a muchos residentes aunque el camino del lago se volvió imposible después del Ajuste postglacial.
Históricamente, la parroquia es agrícola y ha experimentado una Edad de Oro en el Siglo XVIII cuando exportaba su alquitrán vegetal (utilizado en la construcción naval). Hoy es la industria de la construcción en la que se basa la economía de la ciudad (incluyendo fabricantes de ventanas y puertas). La ciudad es también un pequeño centro comercial y administrativo de los municipios rurales circundantes.

## Geografía
Al otro lado de Ostrobotnia, Alavus posee muchos lagos (60.324 km de costa) y es bastante montañoso. El área de morrenas de Suomenselkä es una línea de cuencas importantes. El Lapuanjoki es el río principal, teniendo su origen en el territorio del municipio.
El pueblo, atravesado por la Ruta Nacional 18 (Vaasa - Jyväskylä), está construido en la parte más plana de la ciudad. Se encuentra a 7 km del centro comercial más grande de Tuuri (a Töysä). La capital de la región de Seinäjoki está a 55 kilómetros y Helsinki a 330 km.
Los municipios vecinos son Seinäjoki al oeste, Kuortane al norte, al noreste Alajärvi, al este Ähtäri  y Virrat al sur.